# 结合性丙二酸及甲基丙二酸血症
结合性丙二酸及甲基丙二酸血症 ，又称丙二酸及甲基丙二酸联合尿症 （英语: Combined malonic and methylmalonic aciduria, CMAMMA），是一种以丙二酸和甲基丙二酸水平升高为特征的遗传性代谢性疾病。 然而，甲基丙二酸的含量超过了丙二酸。CMAMMA不仅是一种有机酸尿症，也是线粒体脂肪酸合成缺陷（mtFASII）。 一些研究人员 假设CMAMMA可能是甲基丙二酸血症最常见的形式之一，也可能是最常见的先天性代谢错误之一。因为这种疾病很少被诊断出来，所以通常不会被发现。

## 症状和体征
CMAMMA的临床表型是高度异质性的，从无症状、轻度到重度症状都有。其潜在的病理生理学尚不清楚。文献中报道了以下症状。
- 代谢性酸中毒[2] [7] [8]
- 昏迷[4] [3]
- 低血糖症[4] [2] [3]
- 癫痫发作[4] [2] [7] [8]
- 胃肠道疾病[7] [8]
- 发育迟缓[4] [7] [8]
- 语音延迟[1] [4] [6]
- 未能茁壮成长[4]
- 精神疾病[4]
- 记忆问题[4]
- 认知衰退[4]
- 脑病[6]
- 心肌病[2] [7] [8]
- 畸形特征[7] [8]

一个特殊的情况是魁北克省，除了血液检查外，还在出生后第21天用魁北克省新生儿血液和尿液检查计划进行尿液筛查。这使得魁北克省对CMAMMA的研究很有意义，因为它代表了世界上唯一没有选择偏差的患者队列。

## 病因
CMAMMA是一种先天性常染色体隐性代谢疾病，导致线粒体酶酰基辅酶A合成酶家族成员3（ACSF3）缺乏。ACSF3基因位于16号染色体q24.3位点，由11个外显子组成，编码一种576氨基酸的蛋白质。CMAMMA可由ACSF3基因中的纯合或复合杂合突变变体引起的。根据次要等位基因频率（MAF），可以预测CMAMMA的患病率约为1:30000。

## 病理生理学
ACSF3编码一种酰基辅酶A合成酶，该合成酶位于线粒体中，对丙二酸和甲基丙二酸具有高度特异性。它作为丙二酰辅酶A合成酶负责将丙二酸转化为丙二酰辅酶A，作为甲基丙二酸辅酶A合成酶则负责将甲基丙二酸转化成甲基丙二酰辅酶A 。

CMAMMA 病理生理学示意图概述

### 线粒体脂肪酸合成缺陷
ACSF3作为丙二酰辅酶A合成酶，催化丙二酸转化为丙二酰辅酶A，这是线粒体脂肪酸合成（mtFASII）途径的第一步。I不要将mtFASI与细胞质中更为人所知的脂肪酸合成（FASI）混淆，mtFASI在调节能量代谢和脂质介导的信号传导过程中起着重要作用。
CMAMMA中ACSF3的缺乏会导致丙二酸的积累和线粒体丙二酰辅酶A的缺乏。虽然丙二酸会竞争性抑制复合体II并具有细胞毒性作用，但底物丙二酰辅酶A的缺乏反过来会导致线粒体蛋白丙二酰化减少，从而影响代谢酶的活性并改变细胞代谢。然而，丙二酰辅酶A的需求仍然可以部分通过mtACC1酶来满足，mtACC1是乙酰辅酶 A 羧化酶 1（ACC1）的线粒体亚型，这解释了CMAMMA的广泛临床表型。中间产物的缺陷可以延续到 mtFASII 的主要产物辛酰-ACP，辛酰-ACP 是生物合成硫辛酸所需的起始底物，也是氧化磷酸化复合体组装所需的起始底物，还是 β-氧化作用所需的内源性底物。重要的线粒体多酶复合体，如能量代谢、丙酮酸脱氢酶复合体（PDHC）、酮戊二酸脱氢酶复合体(OGDC)和氨基酸代谢的支链α-酮酸脱氢酶复合物(BCKDHC)、氧己二酸脱氢酶复合体(OADHC)、甘氨酸裂解系统(GCS)，都依赖于硫辛酸作为共价辅助因子来实现其功能。因此，丙酮酸脱氢酶复合体和α-酮戊二酸脱氢酶复合物的脂酰化减少导致糖酵解通量减少，这是以糖酵解和糖酵解能力衡量。为了补偿细胞的能量需求，可以检测到脂肪酸β氧化的上调和氨基酸浓度的降低，这些氨基酸可以在三羧酸循环中进行回补反应，如天冬氨酸、谷氨酰胺、异亮氨酸、苏氨酸和亮氨酸。总之，线粒体呼吸和糖酵解通量的减少导致线粒体灵活性受损，对脂肪酸β-氧化的依赖性增大，并增加了异变氨基酸的消耗。
然而，尽管神经细胞对能量的需求很高，但除了神经胶质细胞和下丘脑中的特化神经元外，神经细胞并不能有效利用脂肪酸来产生能量。而星形胶质细胞和神经元之间存在密切的代谢相互作用，以维持细胞功能。因此，有人推测CMAMMA也会导致脑细胞中β-氧化作用上调，从而增加缺氧和氧化应激的风险，长期而言，这可能会导致神经系统症状。
此外，细胞复合脂质也发生了巨大变化，例如鞘磷脂和心磷脂等生物活性脂质以及三酰甘油酯的水平升高，这还伴随着脂肪酸链长度的改变，以及出现奇链物种。相比之下，磷脂酰胆碱、磷脂酰甘油和神经酰胺减少了，后者与鞘磷脂的增加成比例。此外，丙二酸盐在脂质中的结合率也显著降低，这表明 ACSF3 是丙二酸盐代谢所必需的。

### 甲基丙二酸降解缺陷（甲基丙二酸尿症）

以甲基丙二酸为副产品的丙酸代谢途径以及 ACSF3 在其降解过程中的作用

ACSF3作为甲基丙二酰辅酶A合成酶，催化甲基丙二酸转化为甲基丙二酰基辅酶A，从而可以通过三羧酸循环降解。甲基丙二酸是丙酸代谢途径的副产品。
因此，CMAMMA中ACSF3的缺乏会导致降解减少，从而增加体液和组织中甲基丙二酸的积累，这也被称为甲基丙二酸尿症。甲基丙二酰辅酶A由必需氨基酸缬氨酸、苏氨酸、蛋氨酸和异亮氨酸、奇链脂肪酸、丙酸和胆固醇侧链形成，甚至在通过琥珀酰辅酶A侧进入三羧酸循环之前，就可以被D-甲基丙二酰基辅酶A水解酶转化为甲基丙二酸。
肠道中的细菌发酵是丙酸的重要定量来源，丙酸是甲基丙二酸的前体。除此之外，丙酸也通过饮食被吸收，因为它天然存在于某些食物中，或者被食品工业作为防腐剂添加，特别是在烘焙食品和乳制品中。
此外，甲基丙二酸是在胸腺嘧啶的分解代谢过程中也会形成。
不过，细胞内的酯酶也能裂解甲基丙二酸的甲基，生成母体分子丙二酸。
在体外，可以建立游离甲基丙二酸和丙二酸与神经毒性之间的联系。

## 诊断
由于临床症状范围广泛，而且基本上都是通过新生儿筛查项目漏掉的，所以CMAMMA被认为是一种未被充分认识的疾病。

### 新生儿筛查项目
CMAMMA不会导致甲基丙二酸、丙二酸或丙酸的积累，也不会出现酰基肉碱谱的异常，所以CMAMMA不会被标准的血液新生儿筛查项目发现。
魁北克省是一个特例，该省除了进行血液检测外，还通过 “魁北克新生儿血液和尿液筛查计划 ”对婴儿出生后第 21 天的尿液进行筛查，但很可能不是每个 CMAMMA 患者都能被检测出来。

### 常规和生化实验室
通过计算血浆中丙醇二酸/甲基丙醇二酸的比率，可以将CMAMMA与典型的甲基丙二酸血症明确区分开来。在甲基丙二酸血症中，维生素B12反应者和无反应者都是如此。使用尿液中的丙醇酸值和甲基丙醇酸值不适合计算这个比率。
在ACSF3导致的CMAMMA中，甲基丙二酸的水平超过了丙二酸的水平。相反，丙二酸脱羧酶缺乏引起的CMAMMA则相反。

### 分子基因检测
如果在 ACSF3 基因中发现双等位致病变体，则可通过分子基因检测最终确诊。甲基丙二酸血症有特定的多基因检测组，但不同实验室检测的特定基因可能会有所不同，临床医生可根据个体表型进行定制。
在生育治疗过程中进行的携带者延伸筛查（ECS）也可以识别出ACSF3基因突变的携带者。

## 治疗

### 饮食
减少丙二酸和甲基丙二酸累积量的方法之一是改变饮食。根据 1998 年的知识，建议采用高碳水化合物和低蛋白饮食方式。丙二酸和甲基丙二酸的排泄量最早可在饮食改变后 24-36 小时内出现变化。

### 减少细菌的措施
除膳食蛋白质摄入量外，丙二酸和甲基丙二酸的另一个重要定量来源是细菌发酵。这就需要采取医学治疗措施，如服用抗生素和泻药。

### 维生素 B12
由于某些甲基丙二酸血症对维生素 B12 有反应，因此有人尝试用维生素 B12 对 CMAMMA 进行治疗，也采用注射羟钴胺的形式，但以上做法没有取得任何临床或生化效果。

### 左旋肉碱
一项研究也提到用左旋肉碱治疗 CMAMMA 患者，但只是回顾性研究，未提及结果。

### mRNA 疗法
动物模型的临床前概念验证研究表明，mRNA疗法也适用于包括甲基丙二酸血症在内的罕见代谢性疾病。在这方面，值得一提的是来自生物技术公司 Moderna 的mut甲基丙二酸血症候选疗法 mRNA-3705，该疗法目前正处于 1/2 阶段。

## 研究
1984 年，一项科学研究首次描述了丙二酰A脱羧酶缺乏引起的 CMAMMA。 随后，对这种形式的 CMAMMA 进行了进一步研究，直到 1994 年发现了另一种丙二酰a脱羧酶活性正常的 CMAMMA。 2011 年，通过外显子组测序进行的基因研究发现，丙二酰a脱羧酶正常的 CMAMMA病因之一是ACSF3 基因。2016 年发表的一项研究显示，计算血浆中丙二酸与甲基丙二酸的比值为CMAMMA的快速代谢诊断提供了新的可能性。
魁北克新生儿血液和尿液筛查计划 ”使魁北克省成为 CMAMMA 研究的热点，因为它代表了世界上唯一没有选择偏差的患者队列。1975年至2010年间，估计有2695000名新生儿接受了筛查，其中3例检测到CMAMMA。然而，根据这一较低的检出率和杂合频率预测的检出率，很可能并非所有具有这种生化表型的新生儿都被这个筛查计划检出。随后，2019 年的一项研究发现了在魁北克省有多达 25 名 CMAMMA 患者。除一人外，其他所有患者都是通过该省新生儿尿液筛查计划而引起临床注意的，其中 20 人是直接发现的，4 人是在年长的兄弟姐妹确诊后发现的。

## 表型系列
下列疾病也会导致丙二酸和甲基丙二酸的生化水平升高： 
- 丙二酸尿症[23]
- 常染色体隐性遗传的智力发育障碍 69[23] 。